# Jan Cios
Jan Cios (ur. 22 sierpnia 1976 w Biłgoraju) – polski piłkarz, występujący na pozycji środkowego obrońcy, który rozegrał 54 meczów i zdobył 1 gola w najwyższej klasie rozgrywkowej w Polsce (dla Odry Wodzisław Śląski, Świtu Nowy Dwór Mazowiecki, Arki Gdynia i Górnika Zabrze).